# ConPart Verlag
Die ConPart Verlag GmbH (eigentlich Condor-Interpart) ist die Komplementär-GmbH der ConPart Verlag GmbH & Co. Zeitschriften KG. Sie ist eingetragen im Handelsregister HRB 1441 in Meldorf.

## Zeitschriften
Der ConPart Verlag GmbH & Co. Zeitschriften KG ist ein deutscher Zeitschriftenverlag, der in den 1980ern und 1990ern als Comicverlag viele bekannte Comics unter Lizenz in deutscher Sprache herausbrachte. Der Sitz des Verlags befindet sich in Marne. Er ist eingetragen ins Handelsregister HRA 1775 in Meldorf. Ab dem Jahr 2006 vertreibt der Conpart Verlag monatlich folgende Zeitschriften: Das macht Spaß!, Schöner Monat, Schöne Freizeit, Freizeit Illustrierte. In Zusammenarbeit mit Brand Affairs und dem Deutschen Turner-Bund erschien ab 2009 vierteljährlich das Magazin Turn. Dis Dezember 2009 erschienen in loser, chaotischer Reihenfolge Clever & Smart Comics. Bis zum 30. Juni 2010 wurden Bravo Foto Love Story, Bravo Foto Love Story Extra und Bravo Rätsel Fun vom Conpart Verlag veröffentlicht. Weiter veröffentlichte der Verlag bis April 2012: Mein Geheimnis, Schicksals Erlebnis, Kochzeitschriften und Rätsel.

## Formate, Übersetzung und Ausstattung
Der Condor-Verlag brachte unter anderem viele US-Comics in Taschenbuchform heraus. Durch die Formatverkleinerung musste der Text von Übersetzern wie Michael Nagula oft stark gekürzt werden. Ein Buch enthielt dabei oft ca. fünf Original-Hefte mit je 22 Seiten zu einem Preis von 5,80 DM. Ein zweites Format waren die sogenannten „Maxi Pockets“, die eine Remittende-Verwertung der Original-Taschenbücher darstellten. Zwei Taschenbücher wurden hierbei mit einem neuen Umschlag zu einem 320-Seiten-Büchlein gebunden. Teilweise wurden hier auch Taschenbücher aus verschiedenen Serien unter einem gemeinsamen Titel verbunden, so enthielt ein Hulk Maxi-Pocket ein Hulk-Taschenbuch und dazu ein Thor-Taschenbuch.
Außerdem wurden Hefte und Alben veröffentlicht. Die Comic-Hefte und Alben wurden meist ohne Anzeigen publiziert, Ausnahmen stellten Anzeigen für Produkte des Verlags dar.

## Unter Lizenz vertriebene Comicserien
- Clever & Smart
- Die Sturmtruppen
- Schweinchen Dick
- Wickie (Comics zur Fernsehserie)
- Die kleinen grünen Männchen (nach den Cartoons von Pat Mallet)
- Super-Meier
- Groo (von Sergio Aragonés)
- Marvel Comics:
  - Die Spinne (Spider-Man)
  - Die Rächer (The Avengers)
  - Der mächtige Thor (The Mighty Thor)
  - Hulk (The Incredible Hulk)
  - Captain America
  - Die Gruppe X / Die neuen X-Men (X-Men)
  - Die Fantastischen Vier (The Fantastic Four)
  - Epic – Comic-Kunst für Erwachsene (Epic Illustrated)
  - Conan, der Barbar (Marvel Comics mit Conan)
  - Indiana Jones (Marvel Comics mit Indiana Jones)
- Transformers
- Masters of the Universe
- M.A.S.K.
- UFO
- Raumschiff Enterprise (Comics zur Fernsehserie)